# Harry Horse
Harry Horse, właśc. Richard Horne (ur. 9 maja 1960 w Coventry, zm. 10 stycznia 2007 w Zachodniej Burze)  – angielski pisarz, ilustrator, rysownik karykatur politycznych i projektant gier. Był również wokalistą zespołu Swamptrash. Urodził się i wychował w Coventry w hrabstwie Warwickshire, a w 1978 roku przeprowadził się do Edynburga, gdzie przyjął swój pseudonim Harry Horse.

## Twórczość

### Książki
Jego pierwsza książka Ogopogo, My Journey with the Loch Ness Monster, została opublikowana w 1984 roku. Napisał także serię książek The Last..., w tym The Last Polar Bears, która została zaadaptowana na 30-minutową kreskówkę dla CITV i objazdową produkcję teatralną dla National Theatre of Scotland. Oprócz tego napisał książkę The Last Castaways, która zdobyła nagrodę Nestlé Smarties Book Prize.

### Karykatury polityczne
W latach 1987–1992 Horne rysował karykatury polityczne dla „Scotland on Sunday” i „The Scotsman”; do swojej śmierci w 2007 roku rysował także dla Sunday Herald. Jego ilustracje pojawiały się również regularnie w gazetach „The Observer” i „The Independent”.

### Gra komputerowa
W 1996 roku stworzył, zaprojektował i napisał grę przygodową typu wskaż i kliknij dla Time Warner o nazwie Drowned God: Conspiracy of the Ages. Gra została oparta na sfałszowanym manuskrypcie, który napisał dekadę wcześniej, rzekomo napisanym przez XIX-wiecznego poetę Richarda Henry Horne'a z którym dzielił nazwisko.

### Ilustracje
Jego ilustracje pojawiały się w różnych książkach takich jak The Good Golf Guide to Scotland, Doktor Jekyll i pan Hyde (wydanie rocznicowe z okazji stulecia pierwszego wydania), dwóch książkach Martina C. Stronga wydanych przez Canongate Books (The Great Rock Discography, 1st–4th eds. (1994–1998) oraz The Wee Rock Discography (1996), a także w książce dla dzieci Magus the Lollipop Man.

### Muzyka
Pod koniec lat 80. był wokalistą i frontmanem edynburskiego zespołu Swamptrash, który później – już bez udziału Horse'a – ewoluował w występujący do dzisiaj zespół Shooglenifty.

## Śmierć
10 stycznia 2007 roku ciało Horne'a zostało znalezione w jego domu w Zachodniej Burze. W swych objęciach trzymał martwą żonę Mandy (która chorowała na stwardnienie rozsiane). The Sunday Times doniósł 13 lipca 2008 roku, że „zamiast sceny rodem z Romea i Julii” opisywanej w wielu artykułach dotyczących ich śmierci, Horse dźgnął nożem swoją żonę ponad trzydzieści razy, pozostawiając w jej wnętrzu złamany nóż, a następnie zabił ich zwierzęta domowe, zanim skierował nóż na siebie, przecinając swoje ramiona cięciami i okaleczając genitalia, zadając w sumie czterdzieści siedem ran, aż wykrwawił się na śmierć. Aktor Tam Dean Burn, który w tygodniu śmierci Horse'a złożył mu hołd radiowy, powiedział w 2009 roku po rozmowie z krewnymi Horse'a, że raport z 2008 roku był „okrutnym wypaczeniem”. Istnieją teorie, że jego śmierć była morderstwem, a nie samobójstwem, ponieważ istniały niespójności z zeznaniami świadków, a drzwi do jego domu były otwarte, gdy znaleziono ciała.